# (32587) 2001 QO117
2001 QO117 (asteroide 32587) é um asteroide da cintura principal. Possui uma excentricidade de 0.20731920 e uma inclinação de 6.17054º.
Este asteroide foi descoberto no dia 17 de agosto de 2001 por LINEAR em Socorro.